# Teenage Lesbian
Teenage Lesbian è un film pornografico americano del 2019 scritto e diretto da Bree Mills. Prodotto dalla stessa Bree Mills e da Craven Moorehead con la casa di produzione Adult Time, il film è interpretato dalle pornoattrici Kristen Scott, Kendra Spade, Wolf Hudson, Aidra Fox, Whitney Wright, Alina Lopez, Emily Willis e Gianna Dior.
Nel 2020 il film ha vinto agli AVN Awards premi in quattro categorie diverse, tra cui il miglior film dell'anno e la miglior scena ragazza/ragazza e la miglior interpretazione non sessuale. Ha, inoltre, ottenuto anche 7 premi agli XBIZ Awards tra cui quello come miglior film, miglior film tra sole ragazze e miglior attrice protagonista e non protagonista. Il film è stato premiato anche dal Queen Palm International Film Festival di Palm Springs per l'eccellenza cinematografica.

## Trama
Ambientato negli anni '90 e raccontato come una serie di ricordi, "Teenage Lesbian" racconta l'ultimo anno di liceo di una diciottenne mentre fa i conti con se stessa e la sua omosessualità.

## Riconoscimenti
AVN Awards
- 2020 - Movie Of The Year
- 2020 - Best All-Girl Narrative Production
- 2020 - Best Girl-Girl Sex Scene a Aidra Fox e Kristen Scott
- 2020 - Best Non-Sex Performance a Wolf Hudson

XBIZ Awards
- 2020 - Feature Movie Of The Year
- 2020 - All-Girl Feature Movie Of The Year
- 2020 - Best Actress - All Girl Movie a Kristen Scott
- 2020 - Best Supporting Actress a Kenna James
- 2020 - Best Screenplay
- 2020 - Best Cinematography
- 2020 - Best Editing